# Toray Pan Pacific Open 2023
Il Toray Pan Pacific Open 2023 è un torneo di tennis giocato sul cemento. È la 46ª edizione del Toray Pan Pacific Open, che fa parte della categoria WTA 500 nell'ambito del WTA Tour 2023. Si gioca all'Ariake Coliseum di Tokyo, in Giappone, dal 25 settembre al 1º ottobre 2023. Quest'edizione vede l'applicazione in prova di una nuova regola riguardante i cosiddetti "performance bye" ovvero la concessione di due bye, cioè passaggi diretti al secondo turno, per coloro che hanno giocato la settimana precedente, anche a discapito di giocatrici con ranking più alto.

## Partecipanti al singolare

### Teste di serie
| Nazionalità | Giocatrice           | Ranking* | Testa di serie |
| ----------- | -------------------- | -------- | -------------- |
| Polonia     | Iga Świątek          | 2        | 1              |
| Stati Uniti | Jessica Pegula       | 4        | 2              |
| Kazakistan  | Elena Rybakina       | 5        | 3              |
| Grecia      | Maria Sakkarī        | 9        | 4              |
| Francia     | Caroline Garcia      | 11       | 5              |
|             | Dar'ja Kasatkina     | 13       | 6              |
|             | Ljudmila Samsonova   | 17       | 7              |
|             | Veronika Kudermetova | 19       | 8              |

* Ranking al 18 settembre 2023.

### Altre partecipanti
Le seguenti giocatrici hanno ricevuto una wild card per il tabellone principale:
- Anna Kalinskaya
- Moyuka Uchijima

Le seguenti giocatrici sono passate dalle qualificazioni:

- Harriet Dart
- Misaki Doi
- Mai Hontama
- Natsumi Kawaguchi
- Despoina Papamichaīl
- Rina Saigo

Le seguenti giocatrici sono entrate in tabellone come lucky loser:
- Sakura Hosogi
- Himeno Sakatsume

### Ritiri
Prima del torneo
- Belinda Bencic → sostituita da  Tatjana Maria
- Natsumi Kawaguchi →  sostituita da  Sakura Hosogi
- Barbora Krejčíková →  sostituita da  Cristina Bucșa
- Magda Linette → sostituita da  Petra Martić
- Karolína Muchová → sostituita da  Anhelina Kalinina
- Karolína Plíšková → sostituita da  Marta Kostjuk
- Elena Rybakina → sostituita da  Himeno Sakatsume
- Markéta Vondroušová → sostituita da  Linda Nosková

## Partecipanti al doppio

### Teste di serie
| Nazione     | Giocatrice               | Nazione       | Giocatrice     | Ranking* | Testa di serie |
| ----------- | ------------------------ | ------------- | -------------- | -------- | -------------- |
| Canada      | Gabriela Dabrowski       | Nuova Zelanda | Erin Routliffe | 29       | 1              |
| Giappone    | Shūko Aoyama             | Giappone      | Ena Shibahara  | 30       | 2              |
| Messico     | Giuliana Olmos           | Brasile       | Luisa Stefani  | 34       | 3              |
| Stati Uniti | Nicole Melichar-Martinez | Australia     | Ellen Perez    | 41       | 4              |

* Ranking al 18 settembre 2023.

#### Altre partecipanti
Le seguenti coppie di giocatrici hanno ricevuto una wildcard per il tabellone principale:
- Mai Hontama /  Moyuka Uchijima
- Natsumi Kawaguchi /  Yuki Naito

## Campioni

### Singolare
Veronika Kudermetova ha sconfitto in finale  Jessica Pegula con il punteggio di 7-5, 6-1.
- É il secondo titolo in carriera per Kudermetova, il primo della stagione dopo oltre due anni.

### Doppio
Ulrikke Eikeri /  Ingrid Neel hanno sconfitto in finale  Eri Hozumi /  Makoto Ninomiya con il punteggio di 3-6, 7-5, [10-5].